# Samburupithecus kiptalami
Samburupithecus kiptalami (лат.) — вид вымерших млекопитающих из надсемейства человекообразных обезьян отряда приматов, живших на территории современной Кении. Типовой и единственный в роде Samburupithecus. Систематика рода окончательно не определена: раньше его часто относили к гоминидам, сейчас же есть мнение, что это поздний проконсулид (Proconsulidae).

## История открытия
Единственные известные на сегодняшний день ископаемые остатки Samburupithecus kiptalami — фрагмент правой части верхней челюсти с тремя молярами, двумя премолярами и альвеолой (KNM SH 8531). Находка найдена в горах Самбуру-Хиллз, на севере Кении, в отложениях горы Намурунгуле (местонахождение SH 22) в начале 1980-х годов. Возраст находки оценивается примерно в 10,7—9,6 млн лет (тортонский век).

## Морфология и образ жизни
Samburupithecus kiptalami имел большие размеры, его масса достигала около 60 кг. Вероятно, этот примат передвигался на всех четырёх конечностях и вёл преимущественно наземный образ жизни. Морфология вида сохраняет много примитивных, проконсулоидных черт. Для него характерна низко расположенная широкая скуловая кость, прямой альвеолярный отросток, сильно наклонённый край носовой апертуры и значительный по объёму верхнечелюстной синус. Нёбо согнуто сильнее, чем у других миоценовых обезьян (Proconsul, Morotopithecus и Afropithecus), но не настолько выражено как у гоминид (Gorilla, Pan и Homo). В строении зубного аппарата отмечается утолщение эмали с высоким рельефом, бугорчатозубость коронок и наличие в премолярах трёх корней. Особенно необычно наличие глубоких и узких расщелин между высокими бугорками на коронках моляров — вероятно результат длительного развития специализации. Samburupithecus kiptalami был всеядным.

## Экология
Анализ палеоэкологических данных позволяет предположить, что Samburupithecus kiptalami населял лесистые участки, окружённые саванной. В совместных с ним слоях обнаружены ископаемые остатки различных животных: различные копытные, даманы, хоботные, грызуны а также плотоядные животные.